# 山笑う
山笑う（やまわらう）とは、俳句における春の季語で、春の山の明るい感じをいう。
南宋の呂祖謙編『臥遊録』に記された北宋の画家郭煕の「春山淡冶にして笑うが如く、夏山蒼翠にして滴るが如く、秋山明浄にして粧うが如く、冬山惨淡として眠るが如く」に拠るとされているが、初出は郭煕の子の郭思が郭煕画論をまとめた『林泉高致集』中の「山水訓」にあるとされる。「鷹化して鳩と為る」「龍天に登る」などと同様、俳句の実作に関わらない者にとっては春の季語といわれてもなかなかわかりにくいかもしれないが、俳句が一定の約束のもとにつくられるものであることを示す一例ともいえる。